# Kalacikivți, Camenița
Kalacikivți (în ucraineană Калачківці) este localitatea de reședință a comunei Kalacikivți din raionul Camenița, regiunea Hmelnîțkîi, Ucraina.

## Demografie
Componența lingvistică a localității Kalacikivți
     Ucraineană (99,75%)
     Alte limbi (0,25%)
Conform recensământului din 2001, majoritatea populației localității Kalacikivți era vorbitoare de ucraineană (99,75%), existând în minoritate și vorbitori de alte limbi.